# 922
Раннє Середньовіччя •  Епоха вікінгів •  Золота доба ісламу •  Реконкіста

## Геополітична ситуація
У Візантії правили Роман I Лакапін та, формально, Костянтин VII Багрянородний. Італійським королівством мало двох королів: римського імператора Беренгара I та Рудольфа II Бургундського,
Західним Франкським королівством — Роберт I, Східним Франкським королівством — Генріх I Птахолов, Бургундією — Людовик III Сліпий.
Північ Італії належить Італійському королівству під владою франків, середню частину займає Папська область, герцогства на південь від Римської області незалежні, деякі області на півночі та на півдні належать Візантії, інші окупували сарацини. Південь Піренейського півострова займає Кордовський емірат, в якому править Абд Ар-Рахман III. Північну частину півострова займають королівство Астурія і об'єднане королівство Галісії та Леону під правлінням Ордоньйо I.
Північну частину Англії захопили дани, на півдні править Вессекс, яких очолює Едвард Старший.
Існують слов'янські держави: Перше Болгарське царство, де править Симеон I, Богемія, Моравія, Приморська Хорватія, Київська Русь, де править Ігор. Паннонію окупували мадяри.
Аббасидський халіфат очолює аль-Муктадір, в Іфрикії владу утримують Фатіміди, в Середній Азії — Саманіди. У Китаї триває період п'яти династій і десяти держав. Значними державами Індії є Пала, держава Раштракутів, Пратіхара, Чола. В Японії триває період Хей'ан. На північ від Каспійського та Азовського морів існує Хозарський каганат.
Територію лісостепової України займає Київська Русь. У Північному Причорномор'ї співіснують різні кочові племена, зокрема печеніги, хозари, алани, кримські готи. Херсонес Таврійський належить Візантії.

## Події
- Київський князь Ігор воював проти уличів.
- Рудольфа II Бургундського проголошено королем Італійського королівства у Павії наперекір Беренгару I.
- Знать Західного Франкського королівства скинула з трону Карла III Простакуватого і проголосила королем графа Паризького Роберта I.
- Арабський письменник і мандрівник Ібн Фадлан у складі посольства від халіфа прибув у Волзьку Булгарію, яка прийняла іслам.
- Болгари на чолі з Симеоном I пішли в похід проти Константинополя, але змушені були відступити.
- На Пелопоннесі спалахнув бунт проти Візантії.
- Мадяри здійснили рейд у Кампанію.